# 王琄
王琄（1963年8月6日—），本名王秀娟，台灣女演員、導演、大學教師，成長於桃園縣大溪鎮（今桃園市大溪區） 僑愛新村，畢業於國立臺北藝術大學戲劇系。現為國立臺灣師範大學表演藝術研究所兼任副教授。曾三度獲得金鐘獎，相聲瓦舍創辦人之一。

早期耕耘舞台劇，並且參與了多部經典電影的演出。2000年代起跨足小螢幕，因飾演偶像劇《王子變青蛙》女主角「葉天瑜」的母親而被大眾所熟悉，自此經常参與多部偶像劇的演出。

## 演出作品

### 電影
| 年份   | 片名                   | 飾演               |
| ------ | ---------------------- | ------------------ |
| 1987年 | 《黃色故事》           | 丘曉敏的同學       |
| 1991年 | 《牯嶺街少年殺人事件》 | 張娟（小四的大姐） |
| 1995年 | 《紅柿子》             | 王太太（郭女士）   |
| 2000年 | 《運轉手之戀》         | 女警               |
| 2004年 | 《秋天的藍調》         | 杏枝               |
| 2007年 | 《沈睡的青春》         | 蔡子涵的母親       |
| 2008年 | 《闘茶》               | 如花的母親         |
| 2008年 | 《鬼旅社》             | 蔡花姨             |
| 2010年 | 《臺北飄雪》           | 餐廳老闆娘         |
| 2010年 | 《愛你一萬年》         |                    |
| 2010年 | 《初戀風暴》           | 美儀               |
| 2012年 | 《龍飛鳳舞》           | 林美鳳             |
| 2012年 | 《手機裡的眼淚》       | Lily               |
| 2012年 | 《對面的女孩殺過來》   |                    |
| 2017年 | 《偽婚男女》           | 武媽               |
| 2019年 | 《大三元》             | 莊美玲             |
| 2019年 | 《灼人秘密》           | 妮娜母親           |
| 2021年 | 《雨天的妖怪》         | 黃美珍             |
| 2021年 | 《不想一個人》         | 李岩               |

### 電影短片
| 年份   | 片名                 | 飾演 |
| ------ | -------------------- | ---- |
| 2015年 | 《藏在心裡麵的味道》 | 媽媽 |
| 2018年 | 《媽媽桌球》         | 媽媽 |

### 電視劇
| 年份   | 頻道                  | 劇名                             | 飾演                                   |
| ------ | --------------------- | -------------------------------- | -------------------------------------- |
| 2000年 | 民視                  | 民視劇場 -《男人天堂》           | 學校主任                               |
| 2003年 | 大愛電視台            | 《媽媽的合歡山》                 | 蔡翠錦                                 |
| 2005年 | 公視                  | 《再見，忠貞二村》               | 黃麗君                                 |
| 2005年 | 台視 三立都會台       | 《王子變青蛙》                   | 陳金枝（葉天瑜的母親）                 |
| 2006年 | 台視 三立都會台       | 《微笑PASTA》                    | 成林瑪麗（成曉詩的母親）               |
| 2006年 | 台視 三立都會台       | 《愛情魔髮師》                   | 客串：王媽                             |
| 2006年 | 公視                  | 《米可，GO！》                   | 客串                                   |
| 2006年 | 大愛電視台            | 《人生旅程(Ⅰ)緣》                | 黎亦凡（曾元拓的母親）                 |
| 2007年 | 台視 三立都會台       | 《放羊的星星》                   | 獄友（客串第一集）                     |
| 2007年 | 公視                  | 《別再叫我外籍新娘》             | 羅真真（羅鎮東的姊姊）                 |
| 2007年 | 中視                  | 《兩個門牌一個家》               | 涂淑麗                                 |
| 2007年 | 台視 三立都會台       | 《愛情經紀約》                   | 鳳姨（張家寶的養母）                   |
| 2007年 | 台視 三立都會台       | 《鬥牛要不要》                   | 波蘿嬸（地十三街的街坊）               |
| 2008年 | 客家電視台            | 《大將徐傍興》                   | 徐母                                   |
| 2008年 | 台視 三立都會台       | 《命中注定我愛你》               | 紀劉秀玲（紀存希的後母，紀正人的母親） |
| 2008年 | 客家電視台            | 《花樹下的約定》                 | 春姨                                   |
| 2008年 | 公視                  | 人生劇展—《長假》                | 潘太太                                 |
| 2008年 | 公視                  | 人生劇展—《蟹足》                | 紹芳                                   |
| 2008年 | 華視                  | 《歡喜來逗陣》                   | 孫秀娟（黃婉婷的親生母親）             |
| 2009年 | 台視 三立都會台       | 《比賽開始》                     | 傅媽                                   |
| 2009年 | 台視 三立都會台       | 《福氣又安康》                   | 嚴鳳鳳                                 |
| 2009年 | 客家電視台            | 《十里桂花香》                   | 賴盆妹                                 |
| 2009年 | 中視                  | 《閃亮的日子》                   | 周寶琴                                 |
| 2011年 | 台視 三立都會台       | 《醉後決定愛上你》               | 蔡美玲                                 |
| 2011年 | 中天娛樂台            | 《戀戀阿里山》                   | 玫瑰                                   |
| 2011年 | 華視                  | 《艋舺燿輝》                     | 蔡秀萍                                 |
| 2011年 | 客家電視台            | 《阿戇妹》                       | 阿香姨                                 |
| 2011年 | 大愛電視台            | 《美味人生》                     | 陳母                                   |
| 2011年 | 大愛電視台            | 人間渡系列-《丘醫師的願望》      | 丘昭蓉                                 |
| 2012年 | 公視                  | 《俗辣英雄》                     | 阿丘媽媽                               |
| 2012年 | 東森綜合台 三立都會台 | 《我們發財了》                   | 江陳金玉                               |
| 2012年 | 公視                  | 《出租情人I , For Rent.》        | 潘媽                                   |
| 2012年 | 大愛電視台            | 長情劇展-《遲來的幸福》          | 林淑嬌                                 |
| 2013年 | 台視 三立都會台       | 《金大花的華麗冒險》             | 嚴立婷                                 |
| 2013年 | 台視 三立都會台       | 《真愛黑白配》                   | 唐惠珊                                 |
| 2014年 | 華視 TVBS歡樂台       | 《A咖的路》                      | 林美女                                 |
| 2014年 | 大愛電視台            | 長情劇展-《指尖的溫暖》          | 黃明月師姐                             |
| 2014年 | 公視                  | 人生劇展-《我愛親家》            | 方玉燕                                 |
| 2014年 | 客家電視台            | 《三隻小蟲》                     | 彭玉涵                                 |
| 2014年 | 三立都會台 東森綜合台 | 《幸福兌換券》                   | 唐如娟                                 |
| 2015年 | 台視 三立都會台       | 《愛上哥們》                     | 琵媽                                   |
| 2016年 | 公視                  | 人生劇展—《再見女兒》            | 戀戀媽                                 |
| 2016年 | 公視                  | 滾石愛情故事·《飄洋過海來看你》  | 美英媽                                 |
| 2016年 | 台視 三立都會台       | 《狼王子》                       | 吳大嬸                                 |
| 2017年 | 大愛電視台            | 《愛別離》                       | 美慧婆婆                               |
| 2018年 | 中天綜合台            | 《阿青，回家了》                 | 馮媽媽                                 |
| 2018年 | 公視                  | 《8號公園》                      | 游笑眉                                 |
| 2019年 | 華視                  | 《俗女養成記》                   | 江太太                                 |
| 2019年 | 客家電視台            | 《烏陰天的好日子》               | 劉文郁                                 |
| 2020年 | Vidol 三立都會台      | 《位！你在等我嗎？》             | 王金梅                                 |
| 2020年 | HBO Asia              | 《戒指流浪記》                   | 王晴芳                                 |
| 2021年 | 公視 myVideo Netflix  | 《火神的眼淚》                   | 徐靜華                                 |
| 2021年 | 客家電視台            | 《光的孩子》                     | 藝評人                                 |
| 2022年 | 公視                  | 人生劇展-《無常日常》            | 佩蓉                                   |
| 2022年 | Netflix               | 《媽，別鬧了！》                 | 張愛芬                                 |
| 2023年 | 大愛電視台            | 《早點回家》                     | 王老師                                 |
| 2023年 | 公視 三立都會台       | 《地獄里長》                     | 美雲                                   |
| 2024年 | 公視                  | 《公視學生劇展：病房裡跳華爾滋》 | 淑美                                   |

### 舞台劇
- 果陀劇場《台北動物人》
- 果陀劇場《夢幻迷宮》
- 果陀劇場《吻我吧娜娜》
- 2013 相聲瓦舍《迷香》
- 2014 綠光劇團《八月，在我家》
- 2015 全民大劇團《同學會！同鞋～》
- 2015 無獨有偶工作室劇團《洋子Yoko》
- 2015 好好笑女孩劇團 《戲後人生》
- 2016 綠光劇團《當妳轉身之後》
- 2017 盜火劇團《台北筆記》
- 2017 全民大劇團《同學會！同鞋～》
- 2018 故事工廠《偽婚男女》
- 2020 果陀劇場《我的大老婆》
- 2022 故事工廠《四姊妹》(導演)
- 2022 故事工廠 《星空男孩》
- 2023 綠光劇團《人間條件八-凡人歌》
- 2024 故事工廠《媽，別鬧了！》
- 2024 春河劇團《把我娶回家》
- 2025 楊景翔演劇團《蘑菇》
- 2025 綠光劇團《八月，在我家》

## 配音作品

### 遊戲配音
| 年份   | 遊戲名   | 飾演   |
| ------ | -------- | ------ |
| 2019年 | 《還願》 | 何老師 |

## 主持作品

### 廣播
- 2019 飛碟電台《大師談表演》

### 電視
| 年份   | 頻道         | 節目                   | 備註                             |
| ------ | ------------ | ---------------------- | -------------------------------- |
| 2022年 | 鏡電視       | 《誰來演戲之圓桌對談》 |                                  |
| 2024年 | 中國電視公司 | 《辣味滿屋－絕代雙椒》 | 和陳隨意、郎祖筠、蕭志瑋合作主持 |

## 獎項紀錄

### 電視金鐘獎
| 年份   | 頒獎典禮     | 獎項                       | 影片                      | 角色   | 結果 |
| ------ | ------------ | -------------------------- | ------------------------- | ------ | ---- |
| 2003年 | 第38屆金鐘獎 | 單元劇女主角獎             | 《媽媽的合歡山》          | 蔡翠錦 | 提名 |
| 2005年 | 第40屆金鐘獎 | 連續劇女主角獎             | 《再見，忠貞二村》        | 黃麗君 | 獲獎 |
| 2008年 | 第43屆金鐘獎 | 戲劇節目女配角獎           | 《大將徐傍興》            | 徐母   | 獲獎 |
| 2016年 | 第51屆金鐘獎 | 迷你劇集／電視電影女配角獎 | 《再見女兒》              | 戀戀媽 | 獲獎 |
| 2018年 | 第53屆金鐘獎 | 迷你劇集／電視電影女配角獎 | 《阿青，回家了》          | 馮媽媽 | 提名 |
| 2019年 | 第54屆金鐘獎 | 迷你劇集／電視電影女主角獎 | 《媽媽桌球》              | 阿綿   | 提名 |
| 2022年 | 第57屆金鐘獎 | 迷你劇集／電視電影女配角獎 | 公視人生劇展─《無常日常》 | 佩蓉   | 提名 |
| 2024年 | 第59屆金鐘獎 | 生活風格節目主持人獎       | 《誰來演戲之圓桌對談》    | 不適用 | 提名 |

### 金馬獎
| 年份   | 頒獎典禮     | 獎項       | 影片           | 角色 | 結果 |
| ------ | ------------ | ---------- | -------------- | ---- | ---- |
| 2004年 | 第41屆金馬獎 | 最佳女主角 | 《秋天的藍調》 | 杏枝 | 提名 |

### 華劇大賞
| 年份   | 頒獎典禮      | 獎項       | 影片           | 角色   | 結果 |
| ------ | ------------- | ---------- | -------------- | ------ | ---- |
| 2013年 | 第2屆華劇大賞 | 最佳婆媽獎 | 《真愛黑白配》 | 唐惠珊 | 提名 |

### 桃園電影節台灣獎
| 年份   | 頒獎典禮                | 獎項       | 影片         | 角色 | 結果 |
| ------ | ----------------------- | ---------- | ------------ | ---- | ---- |
| 2019年 | 第6屆桃園電影節－台灣獎 | 最佳演員獎 | 《媽媽桌球》 | 阿綿 | 獲獎 |

## 外部連結
- 王琄的Facebook專頁
- 王琄在互联网电影资料库（IMDb）上的資料（英文）
- 王琄的新浪微博
- 在AllMovie上王琄的頁面（英文）
- 王琄在香港影庫上的簡介
- 王琄在豆瓣上的资料（简体中文）
- 王琄在时光网上的簡介（简体中文）
- 王琄在台灣電影網上的資料（繁體中文）
- 華文影史庫 王琄 簡介 （页面存档备份，存于）

1. ↑  .   [2024-06-30]. （原始内容存档于2024-06-30）.
2. ↑  .   [2024-06-30]. （原始内容存档于2024-06-28）.